# Александър Керенски
Александър Фьодорович Керенски (на руски: Алекса́ндр Фёдорович Ке́ренский; 4 май [22 април] 1881 – 11 юни 1970) е руски политик.
Заема министерски постове в първите две правителства (на княз Георги Лвов) през време на Февруарската революция (1917), а после – и този на председател (премиер) на Временното правителство преди вземането на властта от болшевиките, след което и неуспешния си опит да си върне контрола над страната преминава в емиграция, пътувайки и живеейки на няколко континента, по причини от личен или обществен характер. Развива широка публицистична дейност.
Александър Фьодорович Керенски е роден в гр. Симбирск (днес Уляновск). Умира в Ню Йорк, САЩ, през 1970 г., на 89 – годишна възраст.

## Произход и образование
Баща на Александър Керенски е Фьодор Керенски (1845 – 1912), най-младият син на православния свещеник Михаил Керенски (името на цялото семейство идва от село Керенка, Пензенска губерния, където е служил). Фьодор също завършва духовно образование, обаче избира и предпочита учителската кариера и поради това, след като в продължение на 6 години е учител в различни училища, той получава диплома от Казанския университет, в историко-филологическа специалност и започва да преподава в град Казан, свързаните с това руска словесност (литература), педагогика и латински език. Тук той се жени за богатата наследница Надежда Адлер, която му ражда 5 деца, – докато Керенски живеят в град Симбирск се раждат Александър и брат му Фьодор, а преди това – в Казан – три момичета. Майката Надежда Адлер е дъщеря на генерал и племенница на професор по богословие в Казанския университет. Съществува версия, според която тя е еврейка по народност, но всъщност семейството ѝ е с немско-руски произход. Баща ѝ (с руско-германско потекло), който произхожда от дворянското съсловие, е началник на топографското бюро на Казанския военен окръг, а майка ѝ е потомка на крепостни селяни – нейният дядо, от когото всъщност наследява основната част от богатството си, успява да се откупи и да стане крупен търговец.
След женитбата си Фьодор Керенски е назначен за директор на Вятската, а после – на Симбирската мъжка гимназия, след което – за главен училищен инспектор в новозавладения от Русия регион Туркестан. Във връзка с това семейството се заселва в Ташкент. Междувременно получава правото да се включи в редиците на потомственото дворянство (тъй като е обявен за действителен статски съветник). В Ташкент, младият Керенски става възпитаник на местното учебно заведение (гимназия) и след като го завършва с отличие, той се насочва към юридическата кариера и следването (от 1899 г.) в известния Санктпетербургски университет, където изучава класическа философия и история. В столицата Керенски се включва в революционното студентско движение срещу самовластието на царизма. През 1904 г. завършва юридическото си образование. Този успех му позволява да стане адвокат в града.

## Първи политически стъпки
На идната година политическите събития го поставят начело на легалната съпротива срещу имперската власт. Той поема юридическата защита на голям брой бунтовници, подложени на полицейската репресия – жертвите на „Кървавата неделя“, поставила началото на Революцията от 1905 г., в резултат на което сам е преследван и заточен в Ташкент. Освободен през април 1906 г., през последвалите години той все повече се ангажира със защита на политическите затворници, сред които са и бъдещите му противници от болшевишката фракция на Социалдемократическата руска партия3. Съдебните му успехи помагат през 1912 г. за влизането му в IV-тата Държавна дума като депутат; такъв е през 1914 г., в началото на Първата световна война. Същевременно Керенски е сред най-видните франк-масони в Санкт Петербург. Впоследствие той се присъединява към Революционната социалистическа партия, с намерението да оказва по-силна подкрепа на селските жители, разчитайки основно на подкрепата на относително малобройната дребна буржоазия (фракцията му става известна като „меншевики“ – глас на малцинството). Като депутат Керенски влага всичките си усилия за радикализиране на Долната палата, постепенно доближавайки се до бъдещето си революционно битие, като един от най-популярните тогава относително умерени политици и депутати – противопоставящ се на самовластието, но и разграничаващ се от марксистката идеология и изчакващ промените, които изглеждат неминуеми.

## Лидер на Февруарската революция

### Настъпление към властта (февруари – май)
Когато през 1917 г. избухва Февруарската революция, (определяна от съветската историография като „буржоазна“ поради целите за провеждане на буржоазно-демократични реформи, които си поставя), Керенски е сред лидерите на опозицията и скоро я оглавява. На 27 февруари, след като Николай II абдикира, в страната се създава двойна власт: Временният комитет на Държавната дума, съставен от десни и центристки депутати, и Съветът на работническите депутати от Петроград, които по-късно ще се присъединят към делегатите-войници. Керенски по същество е част и видна фигура и от двете формирования. Правителство се възглавява от княз Георги Лвов, който е препоръчан за нов ръководител на държавата от бившия цар (и практически е назначен от него за такъв, а впоследствие е и избран от депутатите). Керенски достига в това правителство до длъжността министър на правосъдието, благодарение на познанията си в правото и опита си като юрист. Новата власт решително се противопоставя на тенденциите към връщане на царизма и е за републиканско управление с изявен парламентаризъм и конституционализъм. Планирани са и отчасти прокарани освобождаване на политическите затворници, установяване на универсално избирателно право и отмяна на смъртната присъда. Същевременно – донякъде в резултат на традицията на единовластие в Русия – още тогава се появяват тежнения към установяване на еднопартийна и еднолична диктатура – тази на Керенски и неговите най-близки сподвижници.
Междувременно болшевишкото движение се засилва със завръщането на изгнаниците (и на първо място – Ленин през май). Формирано е Второ временно правителство, отново под ръководството на Лвов. Този път Керенски се издига, поемайки отговорността за министерството на войната и на флота – длъжност, от която той ще подготви офанзивата на Брусилов, проведена в Галиция през юни.

### Премиер на Руската република (май – септември)
През юни оставката на по-младите министри предизвиква нова министерска криза. В същия момент в Петроград манифестациите срещу Временното правителство, поддържани от болшевиките, подтикват изпълнителната власт да потуши размириците. Ленин се укрива във Финландия.
Последвалата оставка на княз Лвов позволява на Керенски да управлява преходния кабинет. В края на юли той сформира ново правителство, със социалистическо мнозинство. За пръв път премиер, Керенски ще остане в управлението на Русия за близо още 100 дни. На 35 г. той е на всички фронтове, сцени и подиуми, представяйки премахването на членовете на бившия режим като тяхна защита, тъй като масите застрашават живота им. В този момент популярността на премиера е върховна и вече е започнала да преминава в култ към личността му.
Следва неразбирателството му с генерал Корнилов. Под претекст да предотврати евентуално болшевишко въстание, той изпраща войски в столицата, искащи оттеглянето на „неспособните министри“. След няколко момента на нерешителност Керенски уволнява Корнилов и поема командването на армията.
В края на септември сформира Третото коалиционно правителство. Основният му проблем си остава войната, продължила вече 3 години. Населението се надява на мир. Противно на това, – Керенски и другите водещи политици от партията му се чувстват задължени да зачитат ангажимента си към Съюзниците, тоест да продължат войната, докато постигнат, все по-хипотетична, победа. Те се страхуват най-много, че Германия няма да се съгласи с важните териториални отстъпки, в замяна на примирие. Настояванията да не се преустановяват военните действия се оказват фатални за Керенски. В отговор пропагандата на левите партии, на първо място сред които е болшевишката, обещава на народа „хляб, мир и земи“. Войници от фронта масово напускат, за да се приберат отново в селата си, което допълнително подрива боеспособността на армията.

### Край на буржоазната власт (октомври-ноември)
Великата октомврийска социалистическа революция бързо ликвидира буржоазната власт в столицата. Керенски успява да се укрие в Псков, откъдето прави опит да събере войски за връщане на властта си над нея. Армията, съставена основно от казаци (около 5000 души) му завзема Царско село, но на следващия ден е победена от двойно по-многобройни болшевишки формирования, – предимно от червеноармейски и военоморски сили – в Пулково.
Прекарва няколко седмици в нелегалност при приятели, преди да има възможността да напусне страната. Първоначално възнамерява да се върне в Учредителното събрание, където да търси подкрепа за каузата си, но е разубеден от близките си. През пролетта на 1918 г. заминава за Франция, минавайки през Мурманск, с помощта на британци.

## В изгнание
До 1940 г. Керенски живее в Париж, като един от най-видните руски емигранти, но е по-скоро ненавиждан в техните среди, – особено сред монархистите, които виждат в него гробаря на царизма. Дълго е заставян да се оправдава за участието си във Временното правителство. По време на Гражданската война в Русия, той не подкрепя никоя от политическите фракции, а се изявява като противник едновременно на болшевишкия режим и на Бялата гвардия, бореща се за реставрацията на монархията. Той пише много за революционния период, публикувайки: „Катастрофата“ (1927), „Руската революция“ (1928), „Разпятието на освободения човек“ (1934).
В очакване на нови преследвания, през Втората Световна война Керенски отново емигрира – в САЩ. Оттам той предлага на Сталин подкрепата си, но между тях не се оформя кореспонденция. По време на конфликта води предавания, излъчвани по радиото, за поощряване военните усилия на Съюзниците. След войната организира група, наречена „Съюз за освобождението на Русия“, но тя не постига особен успех. В този период победният СССР разширява влиянието си върху цяла Източна Европа.
Следва кратък престой в Австралия със съпругата му Линда Тритън, която умира там. През 1949 г. Керенски се връща в Париж, преди окончателно да замине за САЩ. Настанява се в Ню Йорк, където работи в Хувърския институт, допринасяйки за оформлението и разпределението на много съдържания на архиви, придобити от този изследователски център. През 1955 г., в търсене на документация за Русия, Керенски се отправя към Станфордския университет, където в продължение на повече от 10 г. преподава. Там той използва различни документи, които превежда, анотира и накрая издава. Някои материали от мемоарите му са публикувани в САЩ в края на 1965 г. в „Русия и повратната точка в историята“, преведено на френски език (1966), под заглавието: „Русия и историята на промяната“.
Керенски умира в Ню Йорк през 1970 г., останал сред последните участници в събитията през 1917 г., имайки до края вярата, че „свободата отново ще се зароди в неговата родина“ и малко след несполучливия (през 1968 г.) опит да посети СССР. Руската православна църква в САЩ му отказва християнско погребение, винейки го за завземането на властта от комунистите. След церемониалното му погребение, семейството му организира погребение в Лондон, в гробището в Пътни.

## Личен живот и потомство
Керенски се е женил 2 пъти. Първата му съпруга е Олга Барановска (1886 – 1975), която е дъщеря на генерал и внучка на университетски преподавател по математика в университет в Хелзинки. След Октомврийската революция Олга намира убежище във Великобритания, където и двамата им сина стават инженери. Те се развеждат през 1939 г., след повече от 20 г. раздяла. През август същата година се женят с Линда Тритон (1899 – 1946) – журналистка с австралийски произход, която среща в Париж, в края на 1930-те години. Живеейки във Франция, двойката трябва да избяга от германското настъпление, достигайки испанската граница, за да се качи на британски кораб за Сен-Жан-де-Лю. Настаняват се в Ню Йорк и след това – в Кънектикът. След като войната свършва, съпругата му желае да се върнат в Австралия и Александър се настанява в Бризбейн, където тя умира през април 1946 г.
Керенски е, по думите на Ричард Ейбрахам, „първата любов на революцията“. Именно той, съвместно с Георги Лвов, предлага на Русия първия ѝ демократичен преход, който няма значими постижения (отчасти поради своята кратковременност), а е богат повече на думи, отколкото на дела, но действа окончателно и решително, що се отнася до преустановяване на царското самовластие. Сам той изтъква, че управлението му е по-демократично от съветския режим, обосновавайки се с програмата, която си поставя, макар и да я осъществява в малка степен.